# 彼得·戈达德
彼得·戈达德（英語：Peter Goddard，1945年9月3日—），英国数学物理学家，1971年獲得劍橋大學博士學位，2004–2012年间任普林斯顿高等研究院院长。他以弦理論的研究著名，1997年，與大衛·奧利夫共同獲得狄拉克獎章。